# Johann Jacob Alff-Becker
Johann Jacob Alff-Becker (* 24. Oktober 1796 in Prüm; † 15. Juni 1870 ebenda) war Lederfabrikant und Mitglied des Konstituierenden Reichstags des Norddeutschen Bundes.

## Leben
Alff-Becker war Lederfabrikant in Prüm und stellvertretendes Mitglied des Rheinischen Provinziallandtages von 1851 bis 1852. 1852/53 war er Mitglied des Preußischen Abgeordnetenhauses und 1867 Mitglied des konstituierenden Reichstags des Norddeutschen Bundes für den Wahlkreis Trier 1 (Daun, Bitburg, Prüm). Im Reichstag gehörte er keiner Fraktion an.